# 吕建刚
吕建刚（1979年2月19日—），中國棒球運動員，天津市人。

## 簡歷
吕建刚是首位進軍日本職棒的中國球員，自小學五年級接受啟蒙教練林庚龍調教，15歲時經過測試後，被選進天津棒球隊，本為二壘及游擊手，在臂力測試中為第一名開始改練投手，1999年中日兩國棒球發展協定下由國家體委會牽線加盟日本職棒中日龍隊，旅日期間曾與台灣選手曹竣揚共事過。
2002年呂建剛在釜山亞運期間受傷，並進行了手術。在中日龍隊二軍三年留下3勝3敗防禦率3.83的成績。2003年返回中國後效力天津雄獅隊，雖沒有過人球速但球路穩健，成為中國棒球代表隊教練團深為信賴的主戰投手之一。
2015年從球員身分退休，轉擔任教練，致力於在中國傳播棒球。

## 國際賽事
呂建剛長期擔任中國棒球代表隊的主力投手，曾代表中國參與多項國際賽事。層級最高的比賽為2008年夏季奧林匹克運動會棒球比賽、2009年世界棒球經典賽與2013年世界棒球經典賽，其中在2008年奧運、2009年經典賽均對中華隊拿下勝投。2013年經典賽則是在面對巴西棒球代表隊一役以後援身分登板，主投2又2/3局無失分；中國最後以5:2獲勝，呂建剛則再次獲得勝投。